# Octorradiata
Genre
Octorradiata est un genre de trachyméduses (hydrozoaires) de la famille des Geryoniidae.

## Taxonomie
Le WoRMS considère ce taxon comme un nomen dubium.

## Publication originale
- Zamponi & Genzano, 1989  : Nuevas ediciones a la medusofauna de la región subantártica. II. Trachymedusae (Coelenterata Hydrozoa). New additions to the fauna of medusae from the subantarctic region: II. Trachymedusae (Coelenterata: Hydrozoa). Neotrópica, vol. 34, n. 91, pp. 33-39.

## Liste d'espèces
Selon World Register of Marine Species (15 février 2019) :
- Octorradiata bonaerensis Zamponi & Genzano, 1989